# Aitzíber Elejaga
Aitzíber Elejaga Vargas (Bilbao, 14 de mayo de 1979) es una exjugadora de balonmano que militaba de portera en el Elda Prestigio y en la selección española de balonmano.

## Trayectoria
Empezó en el equipo Mercabilbao y, con 16 años, fichó por el Corteblanco Bidebieta donostiarra. Con el conjunto vasco, jugó durante 4 años antes de fichar, en la temporada 1999-2000 por el Orsan Elda Prestigio, en el que jugó durante 10 temporadas (con la excepción de la temporada 2003-2004, que fue al Ferrobús Mislata, del que volvió tras una temporada en la que no disfrutó de muchos minutos). En el año 2009 decidió retirarse, cuando aún contaba con 30 años y era una de las fijas de Ángel Sandoval.
Con el Corteblanco Bidebieta vasco jugó la Supercopa de Europa de 1997. Con el Elda jugó varias veces la Liga de Campeones, la Supercopa o la EHF Cup, llegando a la final de la 2009/10, perdiendo, por la diferencia de goles ante el Randers HK A/S danés.

### Clubes
- 1995–99: Corteblanco Bidebieta
- 1999–03: Alsa Elda Prestigio
- 2003–04: Ferrobús Mislata
- 2004–09: Orsan Elda Prestigio

### Selección nacional
Internacional hasta en 123 ocasiones jugó el Mundial de Italia 2001 (con Cristina Mayo), Croacia 2003 y Francia 2007, además de los Europeos de Holanda 1998 (donde debutó con la selección absoluta, el 16 de diciembre de 1998 ante Noruega en Ámsterdam) y Dinamarca 2002.
Su último partido, el número 123, se celebró el 7 de junio de 2008 en la fase de clasificación al Campeonato de Europa de 2008 ante la selección lituana, momento en el que anunció su retirada del combinado nacional.

## Títulos y galardones
Una de las históricas jugadoras del primer decenio de siglo XXI que coincide con el mejor tiempo del Elda Prestigio le llevó a conseguir 7 títulos (Liga ABF, Copa de la Reina, Copa ABF y Supercopa de España). En el título del Elda Prestigio del 2005, en Almería, la Copa de la Reina, además, fue galardonada con la mejor portería de la fase final.

### Títulos
- 2 x Liga ABF (2002–03, 2007–08)
- 2 x Copa de la Reina (2001–02.[8] 2004–05[9])
- 1 x Copa ABF (2004–05)
- 2 x Supercopa de España (2004–05,[10] 2008–09[11])

### Galardones individuales
- Insignia de Oro y Brillantes de la RFEBM.[12]
- Distinción Especial de la Federación Vizcaína de Balonmano (2002)[13]

## Vida
Tras su retirada empezó su vida como profesora. Es Diplomada en Educación Física y Primaria y dirige un centro de educación infantil y primaria en Elda, el colegio Juan Rico y Amat.